# فرهادی (نام خانوادگی)
فرهادی (منسوب به فرهاد) یک نام خانوادگی است. افراد شاخص با این نام از این قرارند:
- اسماعیل فرهادی، بازیکن فوتبال ایرانی
- اصغر فرهادی، کارگردان فیلم و فیلم‌نامه‌نویس اهل ایران
- سارینا فرهادی، بازیگر سینما اهل ایران
- عبدالغفور روان فرهادی، سیاست‌مدار اهل افغانستان
- علی فرهادی، دادستان‌ اهل ایران
- عیسی فرهادی، سیاست‌مدار ایرانی
- کاظم فرهادی، مترجم، نویسنده، پژوهشگر و ویراستار ایرانی
- مجتبی فرهادی، بازیکن فوتبال اهل ایران
- محمد فرهادی، سیاست‌مدار اهل ایران
- مرتضی فرهادی، جامعه‌شناس اهل ایران
- مهدی فرهادی راد، کشته‌شدگ حوادث پس از انتخابات ریاست جمهوری ایران
- نسرین فرهادی، بازیکن والیبال نشسته اهل ایران